# Ibaste
Ibaste – wieś w Estonii, w prowincji Põlvamaa, w gminie Ahja.